# World Scout Moot 1996
World Scout Moot 1996 var det tionde världsscoutmootet och hölls på Ransbergs Herrgård i Värmland. Lägret hade 2 600 deltagare, från 78 länder. Sverige tilldelades eventet på Världsscout Konferensen i Bangkok 1993. Lägerkommittén leddes av lägerchef Stefan Zetterlind och vice lägerchefer Marika Sjöström och Göran Hägerdal. 

## Mootet kommer till Sverige
På den 33 Världs Scout konferensen I Bangkok, Thailand 1993 så beslutades att Sverige skulle stå som värd. Motkandidat var Nya Zeeland. Sveriges kampanj var fokuserad kring 
- Ökat ungdomsinflytande
- Ökat samhällsengagemang
- Ökat miljömedvetande
- Ökat internationellt engagemang

## Mootets tema
Temat som man valde för lägret var "Spirit Into Action". Tanken var att ta scoutings värderingar och att se till att det blev till handling. 

## Förberedelser
Den grupp som genomförde kampanjen för att få eventet utökades efter konferensen i Bangkok och omformades till en lägerkommitté. I enlighet med löftet om ungdomsinflytande var alla som utsågs under tretti år.  Under resans gång försvann och tillkom ett antal ledamöter. När lägret genomfördes bestod kommittén av 10 personer, Stefan Zetterlind, Marika Sjöström, Göran Hägerdal, Fredrik Krantz, Lars Sassner, Fredrik Johnsson, Mattias Walan, Jessy Linde, Åsa Sedelius och Kerstin Bergsten. Till lägerkommitten var en person anställd av       Svenska Scoutrådets, SSR knuten, Ulrika Beckman. Läger för unga av unga. 
Genom hela procesen stödes Mootet av anställda på Världsscoutbyrån i Geneva. Stödet leddes av Jean Cassaigneau ansvarig för Värld Scout Jamboreer, World Moot och Världsscoutkonferenser och Jean Luc Bertrand, Assistant Director, Youth Programme. Världsscoutkommitténs kontaktperson var Bertil Tunje från Sverige.   
För att sälja in eventet så användes "Bulletiner" som sändes ut till alla medlemsländer inom WOSM. Dessutom besökte medlemmar av lägerkommittén alla fem regionala scoutkonferenser för att informera och knyta kontakter. 

## Pre-Moot
Den 29 juni till 2 juli 1995 samlades 200 funktionärer och kontingentledare från olika länder på Ransberg. Här testade lägerledningen olika idéer, och gav ledare från olika delar av världen en möjlighet att förstå Sverige och lägerplatsen. 

## Deltagande
Totalt deltog 2608 deltagare och funktionärer från 78 länder eller territorier. Sverige hade som värd den största gruppen med totalt 539 personer. 
| Land                            | Scoutregion   | Deltagarantal |
| Argentina                       | Interamerican | 11            |
| Australia                       | Asia-Pacific  | 107           |
| Austria                         | Europe        | 119           |
| Belgium                         | Europe        | 18            |
| Belize                          | Interamerican | 1             |
| Benin                           | Africa        | 1             |
| Bolivia                         | Interamerican | 1             |
| Brazil                          | Interamerican | 68            |
| Burundi                         | Africa        | 3             |
| Canada                          | Interamerican | 24            |
| Chile                           | Interamerican | 3             |
| China, Scouts of                | Asia-Pacific  | 14            |
| Colombia                        | Interamerican | 5             |
| Costa Rica                      | Interamerican | 1             |
| Croatia                         | Europe        | 10            |
| Czech Republic                  | Europe        | 10            |
| Denmark                         | Europe        | 132           |
| Egypt                           | Arab          | 10            |
| El Salvador                     | Interamerican | 1             |
| Estonia                         | Europe        | 2             |
| Ethiopia                        | Africa        | 3             |
| Finland                         | Europe        | 3             |
| France                          | Europe        | 71            |
| Georgia                         | Eurasia       | 6             |
| Germany                         | Europe        | 117           |
| Hong Kong                       | Asia-Pacific  | 1             |
| Iceland                         | Europe        | 4             |
| India                           | Asia-Pacific  | 1             |
| Indonesia                       | Asia-Pacific  | 1             |
| Ireland                         | Europe        | 8             |
| Italy                           | Europe        | 6             |
| Jamaica                         | Interamerican | 1             |
| Japan                           | Asia-Pacific  | 2             |
| Kuwait                          | Arab          | 19            |
| Kyrgyzstan                      | Eurasia       | 2             |
| Latvia                          | Europe        | 8             |
| Lebanon                         | Arab          | 54            |
| Lesotho                         | Africa        | 1             |
| Libya                           | Arab          | 3             |
| Liechtenstein                   | Europe        | 28            |
| Luxembourg                      | Europe        | 14            |
| Macedonia                       | Europe        | 11            |
| Malaysia                        | Asia-Pacific  | 1             |
| Mexico                          | Interamerican | 37            |
| Mongolia                        | Asia-Pacific  | 1             |
| Morocco                         | Arab          | 9             |
| Netherlands                     | Europe        | 99            |
| New Zealand                     | Asia-Pacific  | 1             |
| Norway                          | Europe        | 75            |
| Oman                            | Arab          | 7             |
| Pakistan                        | Asia-Pacific  | 1             |
| Palestinia                      | Arab          | 4             |
| Paraguay                        | Interamerican | 3             |
| Phillipines                     | Asia-Pacific  | 1             |
| Poland (Polish Scouts in Exile) | Europe        | 10            |
| Portugal                        | Europe        | 165           |
| Romania                         | Europe        | 5             |
| Rwanda                          | Africa        | 2             |
| Saint Lucia                     | Interamerican | 1             |
| Senegal                         | Africa        | 1             |
| Yugoslavia                      | Europe        | 14            |
| Singapore                       | Asia-Pacific  | 4             |
| Slovakia                        | Europe        | 8             |
| Slovenia                        | Europe        | 99            |
| South Africa                    | Africa        | 7             |
| Spain                           | Europe        | 153           |
| Sudan                           | Arab          | 2             |
| Sweden                          | Europe        | 539           |
| Switzerland                     | Europe        | 276           |
| Tajikistan                      | Eurasia       | 1             |
| Togo                            | Africa        | 2             |
| Tunisia                         | Arab          | 39            |
| Turkey                          | Europe        | 7             |
| Uganda                          | Africa        | 1             |
| United Kingdom                  | Europe        | 124           |
| Uruguay                         | Interamerican | 2             |
| Venezuela                       | Interamerican | 1             |
| Zambia                          | Africa        | 1             |

## Lägerplatsen

### Expeditionerna
Expeditionslägerplatserna var spridda i hela Värmland.

### Ransbergs Herrgård
Ransbergs herrgård var huvudlägerplats där Mootet startade och slutade. Arrangemanget använde hela anläggningen. Deltagarna sov på läggerängarna, den stora ladan användes för intendentur, Herrgården för representation och kontor och flyglarna för kontor. en del av förlängningsplatserna  gjordes om till sjukhus. Bussar gick från lägerplatsen upp till en närliggande badplats.

## Programmet

### Internationella patruller
För första gången på ett MOOT så delades deltagarna in i internationella patruller. Deltagarna bodde och genomförde programmet i sina internationella patruller under hela lägertiden. Konceptet med internationella patruller har blivit standard på alla efterföljande MOOT. 

### Invigning
Lägret invigdes med tal av Carl XVI Gustaf, ordförande WOSM, Francisco S. Román och Generalsekreteraren WOSM, Jacques Moreillon. Efter den officiella biten fortsatte festen under hela natten. 

### Hajk
Efter invigningen sändes deltagarna iväg på en Hajk. Hajkgrupperna bestod av fyra patruller och Hajkplatserna var utsprida över hela Värmland. 

### Lägeruppbyggnad och fest
Den 19 juli återvände deltagarna från Hajken. Den 20 juli ägnades dagen till att bygga upp respektive grupps lägerplats. Varje grupp bestod av fyra internationella patruller.

### Dagsaktiviteter
Under fyra dagar så kunde deltagarna välja mellan olika programaktiviteter. Dessa aktiviteter var oftast baserade på eller omkring lägerplatsen. Aktiviteterna var uppdelade i fyra teman, resa, hantverk, kultur och forum.  

### Internationellmarknadsdag
Under en hel dag stod deltagarna för programmet. De olika ländernas deltagare anordnande marknadsaktiviteter. Aktivisterna varierade mellan mat, kultur, uppträdanden och lekar.   
| 15 juli         | Ankomst och invigning           |
| 16 till 19 juli | Hajk                            |
| 20 juli         | Lägeruppbyggnad och fest        |
| 21 till 22 juli | Dagsaktiviteter                 |
| 23 juli         | Internationellmarknadsdag       |
| 24 juli         | Dagsaktiviteter                 |
| 25 juli         | Dagsaktiviteter avslutningsfest |
| 26 juli         | Avfärd                          |